# Status quo ante bellum
Status  quo ante bellum è una locuzione latina che significa letteralmente: "come stavano le cose prima della guerra".
La frase fu usata inizialmente nei trattati internazionali per indicare il ritiro delle truppe nemiche e la restaurazione del governo prebellico. Quando è usata da sola, significa che nessuna delle parti guadagna o perde territori o diritti politici ed economici. È il caso contrario dell’uti possidetis, dove ciascuna della parti mantiene ogni territorio e proprietà detenuti alla fine della guerra.
La locuzione è stata generalizzata nelle forme ellittiche statu quo o statu quo ante.
Fuori da questo contesto il termine antebellum negli Stati Uniti d'America di solito è associato al periodo precedente la Guerra di secessione americana mentre in Europa ed altrove con il periodo antecedente la Seconda guerra mondiale.

## Esempi
Uno dei primi esempi fu il trattato che pose fine alla grande guerra del 602-629 tra l'Impero bizantino e l'Impero Sasanide: I Persiani avevano occupato Asia Minore, Palestina ed Egitto ma, dopo una vittoriosa controffensiva bizantina in Mesopotamia si arrivò alla fine della guerra con una totale restaurazione dei confini orientali bizantini com'erano prima del 602. Entrambi gli imperi erano esausti dopo questa guerra e non furono in grado di difendersi quando gli eserciti dell'Islam si lanciarono fuori dalla penisola araba nel 632.
Così si concluse anche la guerra danese-svedese del 1808-1809, che terminò con un nulla di fatto e i due belligeranti si accordarono a Jönköping il 10 dicembre 1809 per la cessazione definitiva delle ostilità, senza alcuna alterazione dei confini rispetto alla loro configurazione prima del conflitto.
Anche la guerra dei sette anni (1756–1763) tra Prussia ed Austria si concluse nello statu quo ante bellum. L'Austria tentò di riconquistare la regione della Slesia, perduta nella guerra di successione austriaca otto anni prima, ma il territorio rimase nelle mani dei Prussiani.
Un altro esempio di guerra terminata nello statu quo ante bellum fu la guerra del 1812 tra gli Stati Uniti e la Gran Bretagna, che si concluse con il Trattato di Gand, nel 1814. Durante i negoziati i diplomatici britannici suggerirono di finire la guerra secondo il principio dell'uti possidetis, ma il trattato conclusivo, soprattutto in seguito ad una sonora vittoria americana nella battaglia di Plattsburgh, non prevedeva acquisizioni né perdite di territorio per gli Stati Uniti d'America, né per le colonie canadesi dell'impero britannico.
Esempi più recenti sono stati la guerra Iran-Iraq (settembre 1980 – agosto 1988): la guerra lasciò immutati i confini. Due anni più tardi, quando iniziò a profilarsi la guerra con le potenze occidentali, Saddām riconobbe i diritti iraniani sulla metà orientale dello Shatt al-'Arab, un ritorno allo statu quo ante bellum che egli aveva ripudiato un decennio prima.
La Guerra delle Falkland (1982) finì con la vittoria militare britannica, ma non risolse la disputa in merito alla sovranità sulle Isole Falkland.